# パンを持ってくる少年
『パンを持ってくる少年』（パンをもってくるしょうねん、蘭: Een jonge die brood bezorgt、英: A Boy Bringing Bread）は、17世紀オランダ絵画黄金時代の画家ピーテル・デ・ホーホが1663年ごろ、キャンバス上に油彩で制作した絵画である。現在、ロンドンのウォレス・コレクションに所蔵されている。作品は、おそらくデ・ホーホが1660年代初めにデルフトからアムステルダムに移ってきてからすぐに描かれたと思われる。

## 作品
通りに面したオランダの家の玄関入り口で、少年が婦人にパンの入った籠を渡している。彼らの背後にはタイルに覆われた中庭が通路まで続いており、その先の運河の対岸では少年の母と見られるもう1人の女性が様子をうかがっている。デ・ホーホは家内部の複数の空間を介した眺望に特化した画家で、17世紀におけるオランダの家庭生活を垣間見させてくれる。
デ・ホーホは一貫した制作方法で消失点に留め具を置き、線を引いた透視図法による様式を用いた。結果的に生じた穴は、画面左端部のドアの脇柱に裸眼で見ることができる。線遠近法による直線はその消失点に向かい、それを強調している。
絵画には元来、玄関入り口で読書をする少女が描かれていたが、後に婦人と少年に取って代わられ、消去された。モティーフとして少年を描き加えたことは画家が物語性を確立するのに役立っており、鑑賞者は少年から遠くにいる女性像まで視線を巡らせることになる。白い帽子を被り、リボン付きの灰色のジャケットを着た少年は画面の中心である。彼は、黒いヴェルヴェットのジャケットと赤い絹のスカートを身に着け、場面で色彩的に目立っている、パンを受け取る女性と視覚的に対照をなしている。
1908年に研究者ホフステーデ・デ・フロートにより記述された本作は、玄関入り口の横に紋章 (Jacob van Wassenaer wapen) を表している。窓の中の左側の紋章には男性の名「Cornelis Jansz」または「Jac」が記され、右側の紋章には女性の名「Marnie」または「Maerti」が記されている。左側の男性 (夫) の家族のモノグラムは「M」に小さな「c」のある持ち上がった軸がつき、「4」で終わっている。一方、右側の女性 (妻) の家族のモノグラムは菱形に囲まれており、2本の交差する棒が上で、2本の棒が下の角で交差している。紋章の左側には「M」が、右側には「C」が見える。

## 来歴
記録によれば、本作は最初、アムステルダムのマリア・テレーザ・アンドリオーリ (Maria Theresa Andrioli) により1803年に売却された。後に、ファン・ブリーネン・ファン・フロート・リント (van Brienen van Groote Lindt) 男爵の所有となったが、1865年にはリチャード・シーモア＝コンウェイ第4代ハートフォード侯爵に売却された。侯爵の死後、そのコレクションは彼の非嫡出子に遺され、次いで、その未亡人ジューリー・アメリー・シャーロット・キャステルノーがコレクションをイギリス国家に遺贈した。現在、そのコレクションを引き継ぐウォレス・コレクションは無料で公開されている。